# 埃纳河畔布列讷
埃纳河畔布列讷（法語：Brienne-sur-Aisne，法語發音：[bʁijɛn syʁ ɛn]）是法国大東部大區阿登省的一个市镇，属于勒泰勒区。

## 地理
埃纳河畔布列讷（49°25'59"N, 4°3'9"E）面积12.23 平方千米，位于法国大東部大區阿登省，该省份为法国北部内陆省份，西接埃纳省，南至马恩省，东临默兹省，北与比利时接壤。
与埃纳河畔布列讷接壤的市镇（或旧市镇、城区）包括：埃韦尼库尔、埃纳河畔讷沙泰勒、皮尼库尔、阿沃、普瓦尔库尔-悉尼、维约莱萨斯费尔德、欧梅南库尔。

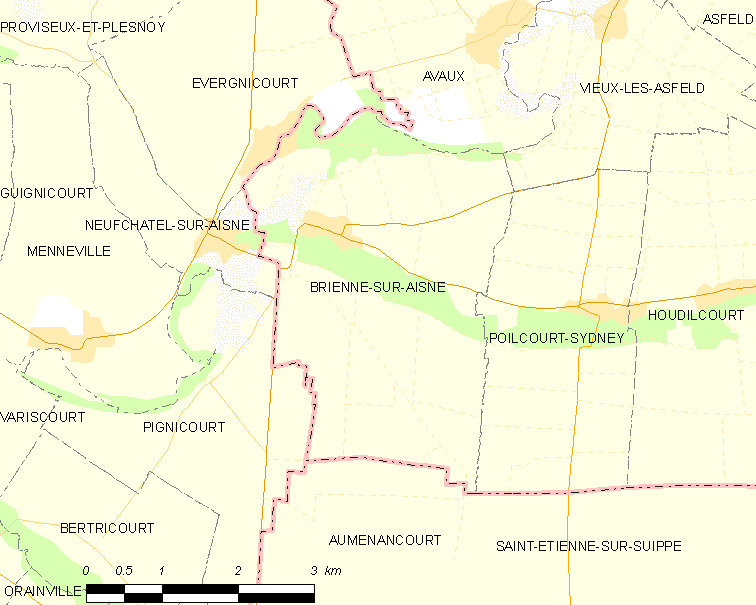
埃纳河畔布列讷的OSM定位图

埃纳河畔布列讷的时区为UTC+01:00、UTC+02:00（夏令时）。

## 行政
埃纳河畔布列讷的邮政编码为08190，INSEE市镇编码为08084。

## 政治
埃纳河畔布列讷所属的省级选区为波尔西安堡县。

## 人口

1962-2008年间埃纳河畔布列讷人口变化图示

埃纳河畔布列讷于2022年1月1日时的人口数量为276人。